# Banjarsari (Ambal)
Banjarsari is een bestuurslaag in het regentschap Kebumen van de provincie Midden-Java, Indonesië. Banjarsari telt 868 inwoners (volkstelling 2010).